# Eduard Kukan
Eduard Kukan (Tornóc, 1939. december 26. – Pozsony, 2022. február 10.) szlovák diplomata, politikus. 1994-ben, majd 1998 és 2006 között külügyminiszter, 2009-től 2019-ig pedig az Európai Parlament tagja volt.
2004-ben indult a szlovák elnökválasztáson: bár a választást megelőző közvéleménykutatások első helyre mérték, a választás első fordulójában csak a harmadik helyet érte el (Ivan Gašparovič és Vladimír Mečiar mögött), így nem jutott be a második fordulóba sem.
Kukant és Carl Bildt svéd politikust 1999-ben Kofi Annan ENSZ-főtitkár koszovói különmegbízottá nevezte ki.

## Európai parlamenti képviselőként
A 2009-es EP-választási kampányban Kukan volt a Szlovák Demokratikus és Keresztény Unió – Demokrata Párt listavezetője, és ekkor került be először az Európai Parlamentbe. Tagja volt a Külügyi Bizottságnak, és 2009 és 2014 között az Emberi Jogi Albizottságnak, 2014 és 2019 között pedig a Biztonsági és Védelmi Albizottságnak.
Kukan vezette az EP megfigyelői misszióját a 2016-os ugandai általános választásokon.

## Fordítás
- Ez a szócikk részben vagy egészben  az   Eduard Kukan című angol Wikipédia-szócikk ezen változatának fordításán alapul.  Az eredeti cikk szerkesztőit annak laptörténete sorolja fel. Ez a jelzés csupán a megfogalmazás eredetét és a szerzői jogokat jelzi, nem szolgál a cikkben szereplő információk forrásmegjelöléseként.